# Басандайка (станция)
Басанда́йка — железнодорожная станция 5 класса на линии Тайга — Белый Яр Кузбасского региона Западно-Сибирской железной дороги. Расположена на территории одноимённого посёлка Томского района Томской области.

## История
Станция Басандайка создана в 1959 году путём преобразования Разъезда 34-й км Томской железной дороги (с 1961 года Западно-Сибирская железная дорога).
При постройке Томской ветви Средне-Сибирской железной дороги Великого Сибирского пути, регулярное движение по которому было открыто в 1898 году, был создан «Разъезд 32-я верста», переименованный в начале XX века в «Разъезд 34-й километр».
Официально в наименование станция Басандайка разъезд был переименован в 1959 году. Название связано с началом юго-западнее протекающей речки Басандайка. По этому наименованию ЖД станции в 1968 году был назван и прилегающий посёлок МПС — посёлок Басандайка (ныне входит в состав Межениновского сельского поселения Томского района Томской области).
Связь с городом Томском осуществляется не только пригородными пассажирскими электропоездами, но и автобусом № 510.